# برنارد هيكمان
برنارد هيكمان (بالإنجليزية: Bernard Hickman)‏ هو مدرب كرة سلة أمريكي، ولد في 5 أكتوبر 1911 في سنتر سيتي في الولايات المتحدة، وتوفي في 20 فبراير 2000.